# Bruno Amorim
Bruno Amorim (ur. 14 kwietnia 1984 w Paryżu) – portugalski wioślarz.

## Osiągnięcia
- Mistrzostwa Świata – Eton 2006 – czwórka bez sternika – 17. miejsce[1].
- Mistrzostwa Świata – Monachium 2007 – czwórka bez sternika – 19. miejsce[1].
- Mistrzostwa Europy – Poznań 2007 – czwórka bez sternika – 9. miejsce[1].
- Mistrzostwa Europy – Montemor-o-Velho 2010 – czwórka podwójna – 11. miejsce[1].